# Luc Blanchette
Pour les articles homonymes, voir Blanchette.
Luc Blanchette, né le 25 février 1960 à Cap-de-la-Madeleine, est un économiste et un homme politique québécois.
De 2016 à 2018, il est ministre des Forêts, de la Faune et des Parcs au sein du gouvernement de Philippe Couillard.

## Biographie
Né à Cap-de-la-Madeleine (Trois-Rivières), le 25 février 1960, Luc Blanchette complète au cégep de Trois-Rivières son diplôme d'études collégiales en sciences sociales, en 1979. Il obtient par la suite son baccalauréat en sciences économiques, à l'Université de Sherbrooke, en 1982. C'est en Abitibi-Témiscamingue qu'il unit sa destinée à celle de Martine Rioux. Ils auront ensemble trois enfants.
Luc Blanchette et Martine Rioux s'établissent en Abitibi-Témiscamingue au cours des années 1980. Leurs parcours professionnels respectifs les mèneront d'abord au Témiscamingue, puis en Abitibi, plus précisément à Rouyn-Noranda.
En 1996, il complète une maîtrise en gestion de projet, à l'Université du Québec en Abitibi-Témiscamingue.
Avant de se lancer en politique, Luc Blanchette connaît un parcours professionnel où ses compétences d'économiste lui auront permis de contribuer au développement régional, d'abord en Estrie, puis au Témiscamingue et en Abitibi.[non neutre][réf. souhaitée] Il devient également enseignant au cégep de l'Abitibi-Témiscamingue, puis chargé de cours à l'Université du Québec en Abitibi-Témiscamingue.
Voici d'ailleurs, en ordre chronologique, les différentes fonctions qu'occupe Luc Blanchette au cours de sa carrière professionnelle :
- Agent de développement, Conseil régional de développement de l’Estrie (1983)
- Économiste consultant pour la vice-présidence environnement, Hydro-Québec (1984)
- Agent de développement, Conseil régional de développement de l'Abitibi-Témiscamingue (1985-1986)
- Agent de recherche, Commission de formation professionnelle de l’Abitibi-Témiscamingue (1986-1989)
- Chargé de cours, Université du Québec en Abitibi-Témiscamingue (1988-2014)
- Agent de développement industriel, Office de planification et de développement du Québec (1990-1993)
- Économiste consultant, L.B. Consultation (1994-1999)
- Économiste, Service Canada (1999-2014)

Au fil de sa carrière, il s'implique également dans plusieurs organisations de sa région : 
- Président du conseil d’administration de la Maison de la famille de Rouyn-Noranda
- Président du Syndicat des chargés/chargées de cours de l’Université du Québec en Abitibi-Témiscaminque
- Président du conseil d’administration du Centre de santé et de services sociaux de Rouyn-Noranda
- Trésorier de l’Association québécoise des établissements de santé et de services sociaux

Luc Blanchette réussit en 2014 à se faire élire en tant que député de Rouyn-Noranda–Témiscamingue. Le premier ministre Philippe Couillard le nomme ensuite ministre délégué aux Mines ainsi que ministre responsable des régions de l'Abitibi-Témiscamingue et du Nord-du-Québec.

## Carrière politique
Le 7 avril 2014, il a été élu député de la circonscription de Rouyn-Noranda–Témiscamingue à l'Assemblée nationale du Québec sous la bannière du Parti libéral du Québec.
Le 23 avril 2014, il est nommé ministre délégué aux Mines et ministre responsable de l’Abitibi-Témiscamingue et du Nord-du-Québec dans le gouvernement Couillard. Du 20 août 2016 au 23 août 2018, il est nommé ministre des Forêts, de la Faune et des Parcs et ministre responsable de la région de l’Abitibi-Témiscamingue et de la région du Nord-du-Québec. En 2018, il se représente dans sa circonscription, mais termine quatrième et cède sa place à Émilise Lessard-Therrien de Québec solidaire.

## Résultats électoraux
|                                                                                               | Nom                      | Parti               | Nombre de voix | %      | Maj. |
| --------------------------------------------------------------------------------------------- | ------------------------ | ------------------- | -------------- | ------ | ---- |
|                                                                                               | Émilise Lessard-Therrien | Québec solidaire    | 9 304          | 32,1 % | 506  |
|                                                                                               | Jérémy G. Bélanger       | Coalition avenir    | 8 798          | 30,3 % | -    |
|                                                                                               | Gilles Chapadeau         | Parti québécois     | 5 311          | 18,3 % | -    |
|                                                                                               | Luc Blanchette (sortant) | Libéral             | 4 753          | 16,4 % | -    |
|                                                                                               | Jessica Wells            | Vert                | 389            | 1,3 %  | -    |
|                                                                                               | Guillaume Lanouette      | Conservateur        | 253            | 0,9 %  | -    |
|                                                                                               | Fernand St-Georges       | Citoyens au pouvoir | 195            | 0,7 %  | -    |
| Total                                                                                         | Total                    | Total               | 29 003         | 100 %  |      |
| Le taux de participation lors de l'élection était de 65,6 % et 400 bulletins ont été rejetés. |                          |                     |                |        |      |

|                                                                                               | Nom                        | Parti            | Nombre de voix | %      | Maj.  |
| --------------------------------------------------------------------------------------------- | -------------------------- | ---------------- | -------------- | ------ | ----- |
|                                                                                               | Luc Blanchette             | Libéral          | 10 644         | 38 %   | 1 610 |
|                                                                                               | Gilles Chapadeau (sortant) | Parti québécois  | 9 034          | 32,2 % | -     |
|                                                                                               | Bernard Flebus             | Coalition avenir | 4 839          | 17,3 % | -     |
|                                                                                               | Guy Leclerc                | Québec solidaire | 3 239          | 11,6 % | -     |
|                                                                                               | Ghislain Dallaire          | Option nationale | 269            | 1 %    | -     |
| Total                                                                                         | Total                      | Total            | 28 025         | 100 %  |       |
| Le taux de participation lors de l'élection était de 64,2 % et 622 bulletins ont été rejetés. |                            |                  |                |        |       |